# Pelargonium havlasae
Pelargonium havlasae är en näveväxtart som beskrevs av Karel Domin. Pelargonium havlasae ingår i släktet pelargoner, och familjen näveväxter. Inga underarter finns listade i Catalogue of Life.